# Szeplőtelen fogantatás katedrális (Peking)
A Szeplőtelen fogantatás katedrális (kínai:宣武门天主堂, pinjin: Xuānwǔmén Tiān Zhǔtáng, magyaros átírás szerint: Hszüanvumen Tien Csutang) más néven Nantang (kínai: 南堂) vagyis Déli Katedrális egy történelmi római katolikus templom Pekingben (Kína).
A katedrális első formája 1605-ben épült, amivel Peking legrégebbi katolikus templomának számít, az épületet 1904-ben építették át jelenlegi barokk stílusú külsejére. 2007 szeptembere óta érseke Joseph Li Shan, egyike azon keveseknek, akiket elismer mind a Kínai Hazafias Katolikus Egyház, mind a Vatikán.

## Történelem
A Szeplőtelen fogantatás katedrális 1605-ben épült Van Li császár uralkodása idején (Ming-dinasztia). Amikor az olasz jezsuita, Matteo Ricci Pekingbe érkezett, a császár engedélyezte neki, hogy jelenlegi katedrálistól nyugatra telepedjen le a Xuanwumen kerületben. Lakhelye közelében egy kis kínai stílusú kápolna állt, akkoriban Xuanwumen kápolna volt a neve (宣武门礼拜堂).
1650-ben Shunzhi császár idején a német jezsuita Johann Adam Schall von Bell egy új templom építésén kezdett dolgozni a Xuanwumen kápolna helyén. Az építési munkálatok két év alatt befejeződtek. A császár jó viszonyban volt Schallal, kedvelte a templomot, számos alkalommal tett látogatást ott, majd egy kő sztélét helyeztetett oda, melyre „császári rendeletre épült” (敕建) szavakat írták.
1690-ben Peking megkapta első római katolikus püspökét, a ferences Bernardin della Chiesa személyében, a templomot innentől katedrálisnak nevezték. 1703-ban Kang-hszi császár uralkodása idején az épületet bővítették és felújították, tíz évvel később az európai stílusú építmény elkészült, mely a második ilyen épület volt Pekingben a Canchikou templom után. 1720-ban egy földrengés során elpusztult. Az újjáépített kereszt formájú épület barokk stílusban készült, 86 méter hosszú és 45 méter széles lett. 1730-ban ez ismét földrengés áldozata lett, Jung-cseng császár 1000 tael ezüsttel támogatta a felújítást. Az javítások után a katedrális nagyobb és magasabb ablakokat kapott.
1775-ben a katedrálist tűzvész pusztította el. Csien-lung kínai császár 10 000 tael ezüstöt adott az építési munkálatokra, illetve elhelyezett egy saját kezével készített kalligráfiákkal írt táblát. 1838-ban Tao-kuang császár a katolikus egyházzal szembeni konfliktusok miatt a templomot lezáratta, majd a második ópium háború végén működhetett ismét. 1860-ban nyitották meg újra Joseph Martial Mouly püspök irányítás alatt.
Az 1900-ban kitört bokszerlázadás idején Peking minden temploma a vandálok célpontjává vált, és 1900. június 14-én a Szeplőtelen fogantatás katedrálist földig rombolták. 1904-re alakult ki végül jelenlegi állapota. 1979-ben Michael Fu Tieshan püspököt a katedrálisban szentelték fel, ami az első jelentősebb esemény volt a kínai katolikus egyház életében a kulturális forradalom után.